# Saint-Cézert
Saint-Cézert is een gemeente in het Franse departement Haute-Garonne (regio Occitanie) en telt 413 inwoners (1999). De plaats maakt deel uit van het arrondissement Toulouse.

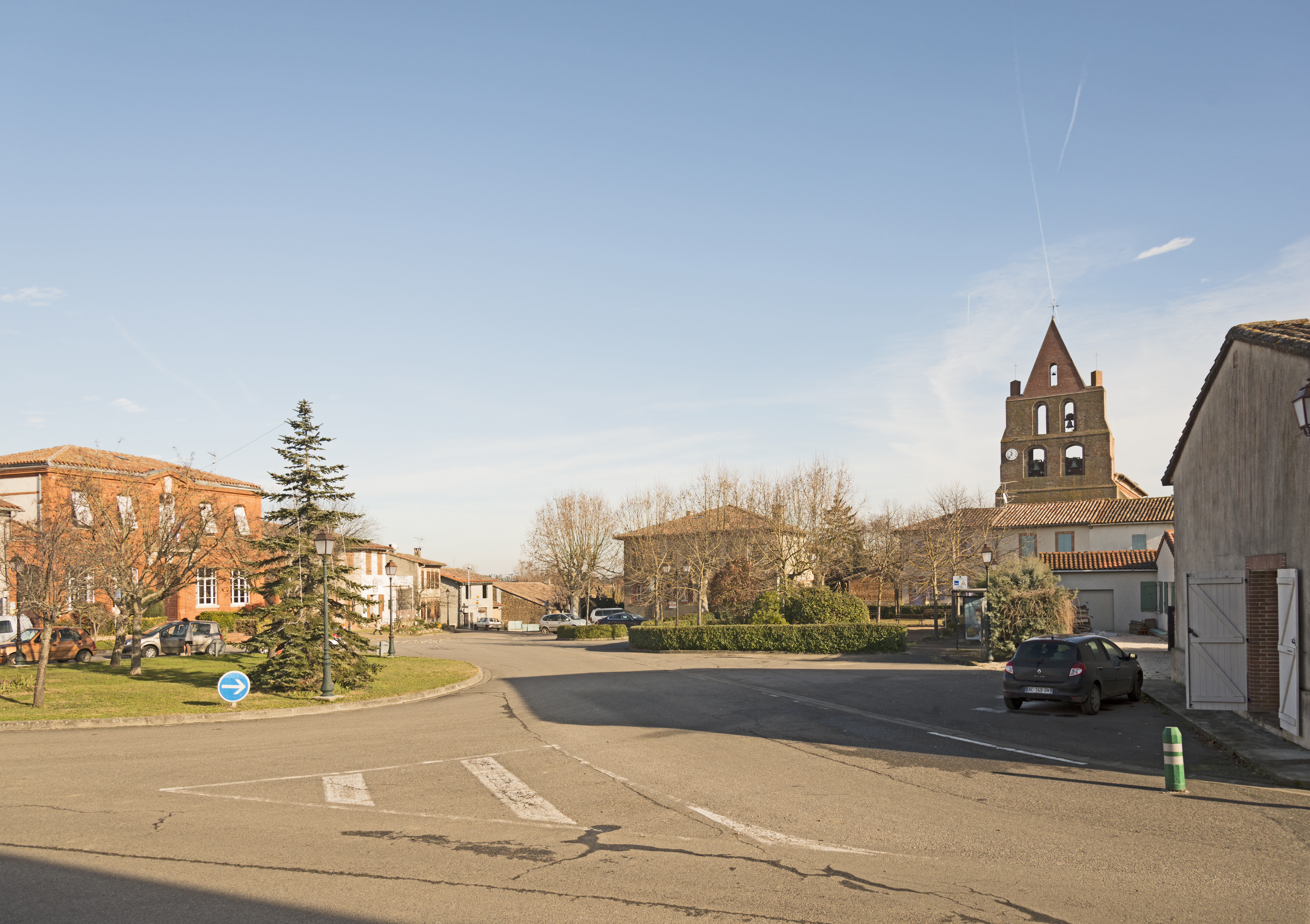
Centrum van Saint-Cézert
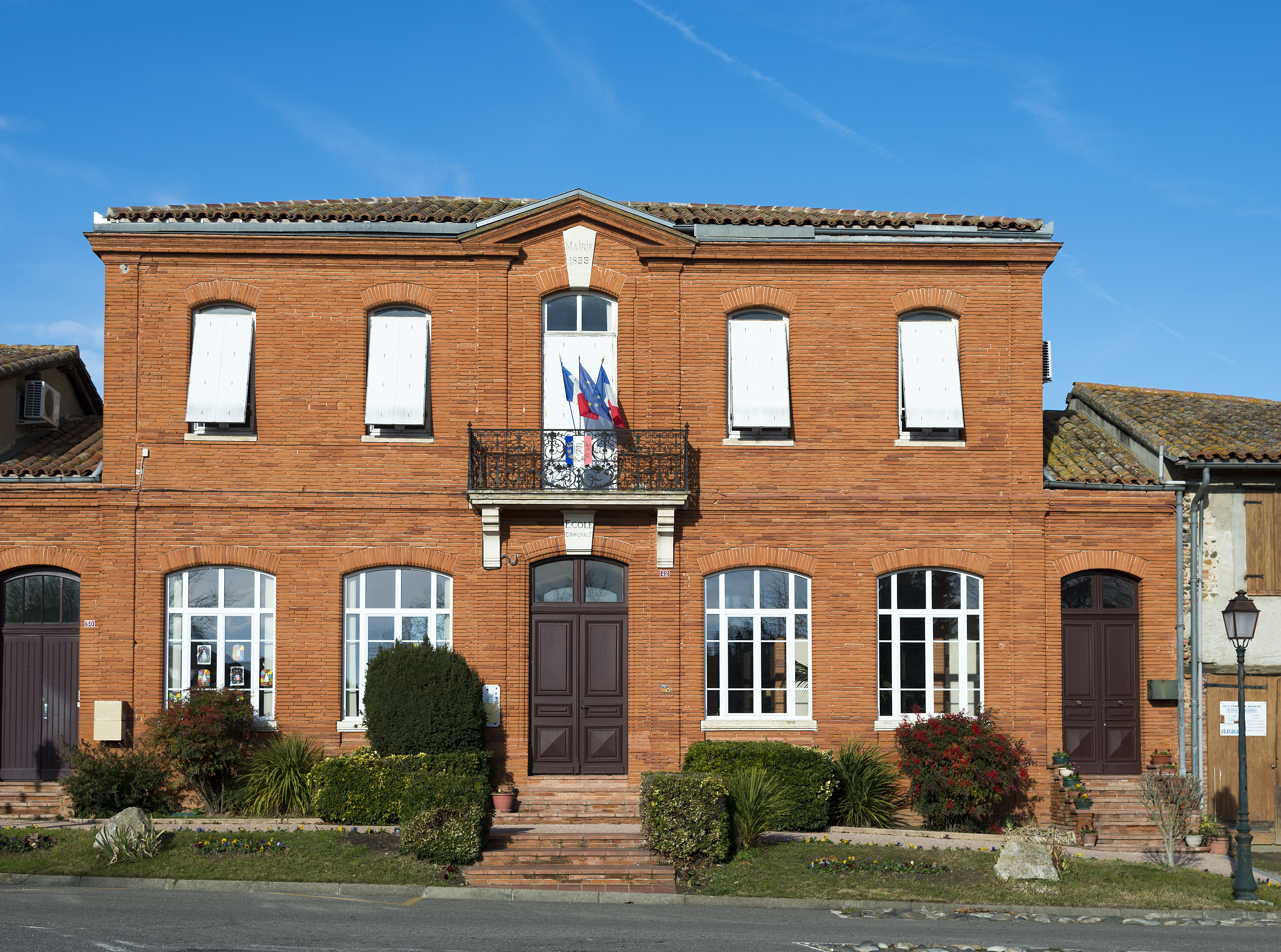
Gemeentehuis
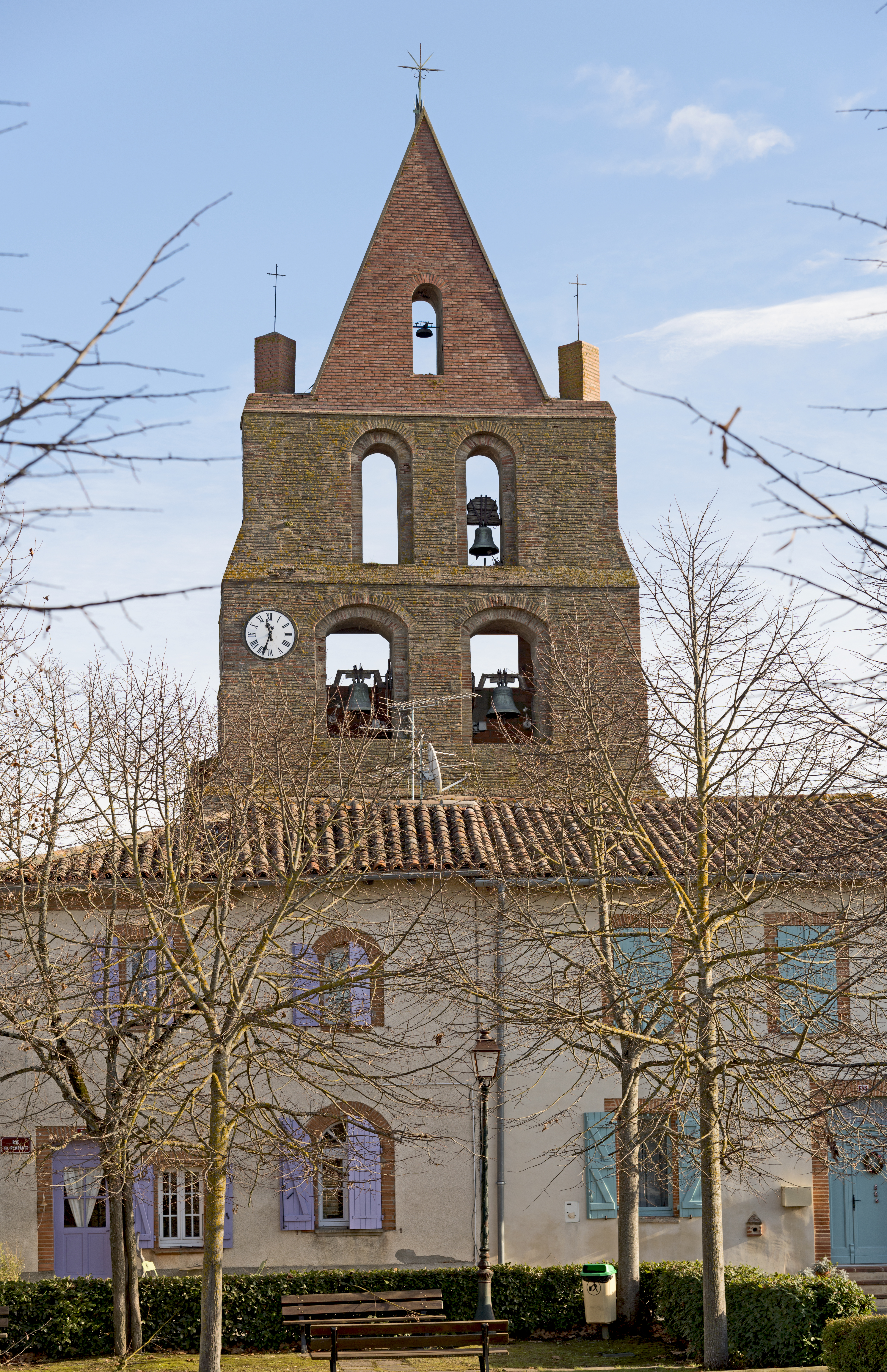
Kerk van Saint-Cézert

## Geografie
De oppervlakte van Saint-Cézert bedraagt 8,9 km², de bevolkingsdichtheid is 46,4 inwoners per km².
De onderstaande kaart toont de ligging van Saint-Cézert met de belangrijkste infrastructuur en aangrenzende gemeenten.

## Demografie
Onderstaande figuur toont het verloop van het inwonertal (bron: INSEE-tellingen).